# Neville Hewitt
Neville Hewitt (Silver Spring, 6 aprile 1993) è un giocatore di football americano statunitense, outside linebacker degli Houston Texans.

## Caratteristiche tecniche
Impiegato principalmente come outside linebacker, gode di una buona solidità fisica.

## Carriera

### Carriera collegiale
Diplomatosi nel 2011 presso la Rockdale County High School di Conyers, Georgia, frequenta per due anni il Georgia Military College, militando per la formazione di football dei Bulldogs. Nel 2013 si trasferisce alla Marshall University, militando per i Thundering Herd. Al termine della stagione 2014 viene eletto giocatore difensivo dell'anno della Conference USA.

### Carriera professionistica
Nel maggio 2015 viene ingaggiato come undrafted free agent, avendo egli mancato la selezione al Draft NFL 2015, dai Miami Dolphins. Debutta tra i professionisti il 13 settembre 2015, nella gara di week 1 vinta contro i Washington Redskins. Il 22 novembre seguente, alla sua prima partita da titolare, contro i Dallas Cowboys, realizza il suo primo intercetto in NFL. Riconfermato in rosa per l'annata successiva, il 17 dicembre 2016 è la volta del suo primo sack, contro i New York Jets. L'8 gennaio 2017 timbra la sua prima presenza in una postseason NFL, scendendo in campo nel wild card contro i Pittsburgh Steelers e distinguendosi per la realizzazione di cinque tackle. Trascorre invece la stagione 2017 da gregario.
Il 28 marzo 2018 sottoscrive un accordo annuale con i New York Jets. Debutta con la nuova franchigia il 10 settembre 2018, nella gara di week 1 vinta contro i Detroit Lions. Prolunga il suo accordo con i Jets anche per il 2019 e successivamente per il 2020.
Rimasto free agent al termine del 2020, il 7 maggio 2021 si accasa agli Houston Texans. Debutta con la franchigia texana il 12 settembre seguente, nella gara di week 1 contro i Jacksonville Jaguars. Viene riconfermato per il 2022.